# روي مكاي (لاعب كرة قاعدة)
روي مكاي هو لاعب كرة قاعدة كندي، ولد في 1 أغسطس 1933، وتوفي في 25 ديسمبر 1995.